# PlayDrama
Kazalište PlayDrama osnovano je 2009. godine u Splitu i osnovna mu je djelatnost izvođenje svjetskih praizvedbi hrvatskih dramskih tekstova i hrvatskih praizvedbi svjetskih dramskih tekstova. 

## Povijest
Kazalište je osnovano 2009. godine i prvo je profesionalno kazalište za odrasle u Splitu nakon 115. godina. Osnivači kazališta su Lina Vengoechea i Elvis Bošnjak koji je i umjetnički ravnatelj kazališta.

## Do sada izvedene premijere
- Andres Veiel/Gesine Schmidt: Udarac, redatelj: Martin Kočovski, premijera: 17. rujna 2009.
igraju: Trpimir Jurkić, Snježana Sinovčić-Šiškov, Anastasija Jankovska, Lana Hulenić, Marko Petrić i Duje Grubišić.
- Dubravko Mihanović: Marjane, Marjane, redatelj: Mislav Brečić, premijera: 11. ožujka 2010.
 igraju: Elvis Bošnjak, Marko Petrić, Duje Grubišić, Matija Kačan, Anica Kovačević, Elena Orlić i Stanislav Kovačić.
- Jeffrey Hatcher: Picasso, redateljica: Nenni Delmestre, premijera: 10. srpnja 2011.
 igraju: Elvis Bošnjak, Lana Helena Hulenić.

## Vanjske poveznice
- Službena stranica